# Sous l'étoile phrygienne
Pour plus de détails, voir Fiche technique et Distribution.
Sous l'étoile phrygienne (Pod gwiazdą frygijską) est un film polonais réalisé par Jerzy Kawalerowicz, sorti en 1954.
C'est la deuxième partie de l'adaptation du livre Souvenir de l'Usine de Cellulose  (Pamiątka z Celulozy) de l'écrivain Igor Newerly. La première partie est le film Cellulose.

## Fiche technique
- Titre original : Pod gwiazdą frygijską
- Titre français : Sous l'étoile phrygienne
- Réalisation : Jerzy Kawalerowicz
- Scénario : Jerzy Kawalerowicz et Igor Newerly
- Décors : Cecylia Wróblewska
- Photographie : Seweryn Kruszynski
- Montage : Zofia Dwornik
- Musique : Stanislaw Skrowaczewski
- Pays d'origine : Pologne
- Format : Noir et blanc - 35 mm - 1,37:1 - Mono
- Genre : drame
- Durée : 111 minutes
- Date de sortie :
  - Pologne : 30 octobre 1954

## Distribution
- Józef Nowak : Szczesny
- Lucyna Winnicka : Madzia
- Stanisław Jasiukiewicz : Gabinski
- Zofia Perczynska : Kachna
- Stanisław Milski : le père de Szczesny
- Bronisław Pawlik : Leon